# José Alberto de Oliveira Anchieta
José Alberto de Oliveira Anchieta, född 1832 i Lissabon, död 1897 i Caconda, Portugisiska Västafrika, var en portugisisk naturforskare och upptäcktsresande.
Tillsammans med en vän utförde han 1857 en resa till Kap Verde. Där praktiserade han som outbildad läkare tills ett utbrott av koleran som nästan kostade honom livet tvingade honom 1859 till hemresan. Anchieta studerade medicin i Lissabon och han startade sin nästa resa till området som idag är Angola innan utbildningen var avslutad. I södra Afrika samlade han många exemplar av djur som innan var okända för vetenskapen. Dessa överlämnade Anchieta vid ytterligare en resa till Portugal under tidiga 1860-talet. Han började sin sista resa till Angola 1866.

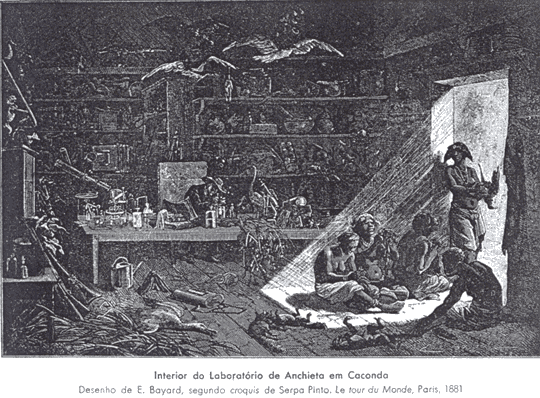
Laboratoriet som Anchieta inrättade i Caconda, Angola.

Hans liv efter 1866 är otillräckligt känt på grund av en eldsvåda som 1878 förstörde många dokument, museumsexemplar och Anchietas brev till zoologen José Vicente Barbosa du Bocage. Anchieta dog 1897 i Caconda, troligtvis av långvarig malaria.
Anchieta upptäckte minst 25 nya däggdjursarter, 46 nya fågelarter samt flera groddjur och kräldjur.
Flera olika djur är uppkallade efter Anchieta, bland annat ormen Python anchietae, ödlan Meroles anchietae, solfågeln Anthreptes anchietae, råttdjuret Otomys anchietae, flyghunden Plerotes anchietae och fladdermusen Hypsugo anchietae.